# 2019年美國聯盟分區賽
2019年美國聯盟分區賽是美國聯盟季後賽第一輪，採用的是5戰3勝制，勝出的2支球隊將會得到美聯冠軍賽的資格。3支分區冠軍球隊和2支外卡球隊獲勝的球隊將參與此次賽事。本賽事在2019年10月4日至10月10日舉行，參賽的4支球隊是：
- 休士頓太空人（美聯西區冠軍，107勝55敗）對上坦帕灣光芒（外卡資格，96勝66敗）
- 紐約洋基（美聯東區冠軍，103勝59敗）對上 明尼蘇達雙城（美聯中區冠軍，101勝61敗）

最終洋基3連勝橫掃雙城，太空人3勝2敗淘汰光芒，洋基和太空人晉級美聯冠軍戰。

## 休士頓太空人對坦帕灣光芒
| 場次 | 客隊         | 比分  | 主隊         | 日期     | 場地             | 觀眾人數 |
| ---- | ------------ | ----- | ------------ | -------- | ---------------- | -------- |
| 1    | 坦帕灣光芒   | 2：6  | 休士頓太空人 | 10月4日  | 美粒果公園球場   | 43,360   |
| 2    | 坦帕灣光芒   | 1：3  | 休士頓太空人 | 10月5日  | 美粒果公園球場   | 43,378   |
| 3    | 休士頓太空人 | 3：10 | 坦帕灣光芒   | 10月7日  | 純品康納室內球場 | 32,251   |
| 4    | 休士頓太空人 | 1：4  | 坦帕灣光芒   | 10月8日  | 純品康納室內球場 | 32,178   |
| 5    | 坦帕灣光芒   | 1：6  | 休士頓太空人 | 10月10日 | 美粒果公園球場   | 43,418   |

### 10月4日 第一場
德克薩斯州，休士頓，美粒果公園球場
史上第1次，美聯分區季後賽迎來「柳橙汁系列賽」。
以逸待勞的太空人，G1直接押上王牌賈斯丁·韋蘭德，迎擊光芒年輕王牌泰勒·格拉斯諾。韋大人主投7局僅被敲1安打，送出8張老K，將光芒打線玩弄於股掌之間。
格拉斯諾前4局還能與太空人抗衡，直到5下荷西·奧圖維突破僵局的2分砲，才讓光芒當機立斷將他換下去。
太空人也持續追擊光芒鐵牛陣，5下再藉由失誤再下2城，7下連續安打再取2分保險，讓光芒8上即使追回2分也無傷大雅，終場太空人以6：2旗開得勝。
| 坦帕灣光芒                                                                                          | 0 | 0 | 0 | 0 | 0 | 0 | 0 | 2 | 0 | 2 | 5 | 1 |
| 休士頓太空人                                                                                        | 0 | 0 | 0 | 0 | 4 | 0 | 2 | 0 | x | 6 | 9 | 0 |
| 勝投： 賈斯丁·韋蘭德(1–0) 敗投： 泰勒·格拉斯諾(0–1) 全壘打： 光芒：無 太空人：荷西·奧圖維(5下，2分) |   |   |   |   |   |   |   |   |   |   |   |   |

### 10月5日 第二場
德克薩斯州，休士頓，美粒果公園球場
G1被徹底封印的光芒打線，G2不但不見回溫，而且還是更淒慘的"Coled"，因為格里特·柯爾的表現無懈可擊，7.2局只被打出4安，送出驚人的15K好投，配上太空人4下艾力克斯·布萊格曼陽春砲打出開口，7下和8下又靠對方失誤、保送和安打串連再下2城前7局打完以3比0領先。
光芒直到8上才有反攻氣燄，2出局後的安打和保送讓太空人不得不出來保護Gerrit Cole，不讓已經投出精采表現的他有承擔敗戰的可能性。提前上班的Roberto Osuna雖然3球K掉Yandy Diaz，沒想到9下他上演劇場，讓光芒在無人出局時靠2支安打和1次保送攻佔滿壘，儘管破蛋是靠出局數換來的，太空人還是在Brandon Lowe選到保送，再度塞滿壘包時換Will Harris來關門。太空人就以3：1驚險勝出，系列戰取得聽牌優勢。
| 坦帕灣光芒 | 0 | 0 | 0 | 0 | 0 | 0 | 0 | 0 | 1 | 1 | 6  | 1 |
| 休士頓太空人 | 0 | 0 | 0 | 1 | 0 | 0 | 1 | 1 | 0 | 3 | 10 | 0 |
| 勝投： 格里特·柯爾(1–0) 敗投： 布萊克·史涅爾(0–1) 救援成功： Will Harris (1) 全壘打： 光芒：無 太空人：艾力克斯·布萊格曼(4下，1分) |   |   |   |   |   |   |   |   |   |   |    |   |

### 10月7日 第三場
佛羅里達州，坦帕灣，純品康納室內球場
退無可退的光芒，派出前太空人投手查理·莫頓對決前東家，而太空人派出扎克·格林基應戰。雖然太空人在首局靠著荷西·奧圖維的陽春砲取得領先，不過這場比賽格林基的狀況不好，他連續3局被光芒的打者擊出全壘打。4局打完，光芒以8比1大幅領先太空人。太空人在被莫頓封鎖了前5局後，終於從光芒隊的第二任投手Chaz Roe手中取得2分。而光芒在6、7兩局再各得1分保險分。終場光芒以10比3打敗太空人，成功避免系列賽被橫掃的命運。
| 休士頓太空人 | 1 | 0 | 0 | 0 | 0 | 2 | 0 | 0 | 0 | 3  | 7  | 1 |
| 坦帕灣光芒 | 0 | 3 | 1 | 4 | 0 | 1 | 1 | 0 | x | 10 | 12 | 1 |
| 勝投： 查理·莫頓(1–0) 敗投： 扎克·格林基(0–1) 全壘打： 太空人：荷西·奧圖維(1上，1分) 光芒：凱文·基爾邁爾(2下，3分)、崔志萬(3下，1分)、Brandon Lowe(4下，1分)、Willy Adames(6下，1分) |   |   |   |   |   |   |   |   |   |    |    |   |

### 10月8日 第四場
佛羅里達州，坦帕灣，純品康納室內球場
美聯分區季後賽，擁有2勝1敗優勢的太空人想提早結束戰事，讓球員獲得較多的休息，推出只休3天的韋蘭德(Justin Verlander)登板，不過韋蘭德只投3.2局，就挨2轟、失4分退場。而光芒派出牛棚投手進行車輪戰，他們在前7局順利壓制太空人打線，直到8局上才被擊出全壘打失分。不過最後光芒派出第2場的先發投手布萊克·史涅爾關門成功。最終光芒4比1贏球，系列賽逼和太空人。而太空人的這場敗戰也讓韋蘭德生涯分區季後賽的不敗神話破滅。
而喬治·史普林格也在這場比賽擊出安打，終結季後賽連續13個打數無安打的記錄。
| 休士頓太空人 | 0 | 0 | 0 | 0 | 0 | 0 | 0 | 1 | 0 | 1 | 6  | 0 |
| 坦帕灣光芒 | 3 | 0 | 0 | 1 | 0 | 0 | 0 | 0 | X | 4 | 13 | 0 |
| 勝投： Ryan Yarbrough(1–0) 敗投： 賈斯丁·韋蘭德(1–1) 救援成功： 布萊克·史涅爾(1) 全壘打： 太空人：Robinson Chirinos （8上，1分） 光芒：Tommy Pham （1下，1分）、Willy Adames （4下，1分） |   |   |   |   |   |   |   |   |   |   |    |   |

### 10月10日 第五場
德克薩斯州，休士頓，美粒果公園球場
第五場比賽回到太空人主場進行，而太空人打線似乎在第一局就摸透了格拉斯諾的球路，讓他第一局就掉了4分。2局上，Eric Sogard擊出陽春砲讓光芒打破鴨蛋。
這場比賽格里特·柯爾依舊發揮王牌本色，主投8局僅被擊出2支安打失1分，送出10次三振。讓他達成跨季後賽連續11場締造雙位數三振的紀錄。最終太空人以6比1擊敗光芒，晉級聯盟冠軍賽。
而荷西·奧圖維在8局下半擊出全壘打，讓他生涯季後賽的全壘打數到達11支，超越蔡斯·阿特利成為季後賽最多全壘打的二壘手。
| 坦帕灣光芒 | 0 | 1 | 0 | 0 | 0 | 0 | 0 | 0 | 0 | 1 | 2 | 0 |
| 休士頓太空人 | 4 | 0 | 0 | 0 | 0 | 0 | 0 | 2 | X | 6 | 8 | 0 |
| 勝投： 格里特·柯爾 (2–0) 敗投： 泰勒·格拉斯諾 (0–2) 全壘打： 光芒：Eric Sogard(2上，1分) 太空人：麥可·布蘭特利(8下，1分) 、荷西·奧圖維(8下，1分) |   |   |   |   |   |   |   |   |   |   |   |   |

## 紐約洋基對明尼蘇達雙城
| 場次 | 客隊         | 比分  | 主隊         | 日期    | 場地       | 觀眾人數 |
| ---- | ------------ | ----- | ------------ | ------- | ---------- | -------- |
| 1    | 明尼蘇達雙城 | 4：10 | 紐約洋基     | 10月4日 | 洋基體育場 | 49,233   |
| 2    | 明尼蘇達雙城 | 2：8  | 紐約洋基     | 10月5日 | 洋基體育場 | 49,277   |
| 3    | 紐約洋基     | 5：1  | 明尼蘇達雙城 | 10月7日 | 標靶球場   | 41,121   |

### 10月4日 第一場
紐約，布朗克斯區，洋基體育場
比賽前段，創下大聯盟單季團隊最多全壘打紀錄的雙城就先靠著2支全壘打取得2比0領先。而洋基隊在3局下靠著連貫安打與雙城一壘手C·J·Cron的接球失分得到3分逆轉。
5局上，雙城靠著安打讓比賽再度回到原點。不過葛雷伯·托雷斯在5局下半滿壘時擊出二壘安打，再次讓洋基隊取得領先。
6局下，洋基隊靠著D·J·勒馬修和布萊特·加德納的全壘打讓比分來到7比4。而勒馬修在7局下滿壘時擊出清壘的二壘安打，加上雙城的打線到比賽後段變的靜悄悄。最後洋基隊10比4贏球，在季後賽面對雙城隊拿下11連勝，創下單一球隊季後賽對戰的最長連勝紀錄。而雙城則吞下季後賽14連敗。
| 明尼蘇達雙城 | 1 | 0 | 1 | 0 | 1 | 1 | 0 | 0 | 0 | 4  | 6 | 1 |
| 紐約洋基 | 0 | 0 | 3 | 0 | 2 | 2 | 3 | 0 | x | 10 | 8 | 1 |
| 勝投： 查德·格林(1–0) 敗投： Zack Littell(0–1) 全壘打： 雙城：Jorge Polanco(1上，1分)、尼爾森·克魯斯(3上，1分)、Miguel Sano(6上，1分) 洋基：D·J·勒馬修(6下，1分)、布萊特·加德納(6下，1分) |   |   |   |   |   |   |   |   |   |    |   |   |

### 10月5日 第二場
紐約，布朗克斯區，洋基體育場
取得1比0領先的洋基隊，第一局就先靠著安打與保送得到分數。雙城隊的先發投手，同時也是前Uber司機的Randy Dobnak在3局下造成滿壘危機時退場。而接替的投手Tyler Duffey無法有效擋住洋基的攻勢，先是被賈恩卡洛·斯坦頓和葛雷伯·托雷斯分別給敲出高飛犧牲打和安打失分後，又被狄迪·葛雷格里斯敲出滿貫全壘打讓洋基隊單局攻下6分。洋基隊該局再從下個投手Drew Smeltzer手中再得一分。
洋基隊的先發投手田中將大主投6局僅失一分，這場比賽過後，田中成為繼傳奇左投山迪·柯法斯後，第一位在季後賽連續6場先發，而失分都在2分以內的球員。
雙城的打線整場受到壓制，雖然在9局上追回一分，不過比分差距過大，最終雙城以2比8敗下陣來。洋基系列賽2勝聽牌，而雙城的季後賽連敗紀錄推進到了15場。
| 明尼蘇達雙城                                                                                    | 0 | 0 | 0 | 1 | 0 | 0 | 0 | 0 | 1 | 2 | 6  | 0 |
| 紐約洋基                                                                                        | 1 | 0 | 7 | 0 | 0 | 0 | 0 | 0 | 0 | 8 | 11 | 0 |
| 勝投： 田中將大(1–0) 敗投： Randy Dobnak(0–1) 全壘打： 雙城：無 洋基：狄迪·葛雷格里斯(3下，4分) |   |   |   |   |   |   |   |   |   |   |    |   |

### 10月7日 第三場
明尼蘇達州，明尼阿波利斯，標靶球場
聽牌的洋基，派出路易斯·賽維里諾對決雙城隊的傑克·歐多瑞吉。洋基隊在2局上靠著葛雷伯·托雷斯的陽春砲先馳得點，2局下半雙城一度在無人出局時攻佔滿壘，不過賽維里諾頂住壓力連續解決後面3位雙城打者。3局上，洋基隊靠著吉奧·厄爾薛拉和布萊特·加德納的安打得到第2分。
兩隊一路維持2比0到了7局上，葛雷伯·托雷斯和狄迪·葛雷格里斯的安打讓洋基取得3比0領先。而雙城終於在8局下半靠著Eddie Rosario的全壘打突破鴨蛋，不過洋基隊在9局上又追加2分保險分。最後阿羅魯迪斯·查普曼順利關門成功，洋基隊3勝0敗橫掃雙城隊，成為該年第一支晉級聯盟冠軍賽的球隊。雙城不只在季後賽面對洋基吞下13連敗，他們更是在季後賽吞下16連敗，追平北美四大職業運動的新紀錄。
| 紐約洋基 | 0 | 1 | 1 | 0 | 0 | 0 | 1 | 0 | 2 | 5 | 10 | 0 |
| 明尼蘇達雙城 | 0 | 0 | 0 | 0 | 0 | 0 | 0 | 1 | 0 | 1 | 9  | 1 |
| 勝投： 查德·格林(1–0) 敗投： Zack Littell(0–1) 救援成功： 阿羅魯迪斯·查普曼(1) 全壘打： 洋基：葛雷伯·托雷斯(2上，1分)、卡麥隆·梅賓(9上，1分) 雙城：Eddie Rosario(8下，1分) |   |   |   |   |   |   |   |   |   |   |    |   |